# Hyles euphorbiarum
Hyles euphorbiarum es una especie de lepidóptero de la familia Sphingidae.

## Distribución y hábitat
La especie está presente en Chile, Argentina, las Malvinas, Uruguay, Paraguay y Brasil.

## Descripción
- Los orugas tienen un tamaño de aproximadamente 60 mm.

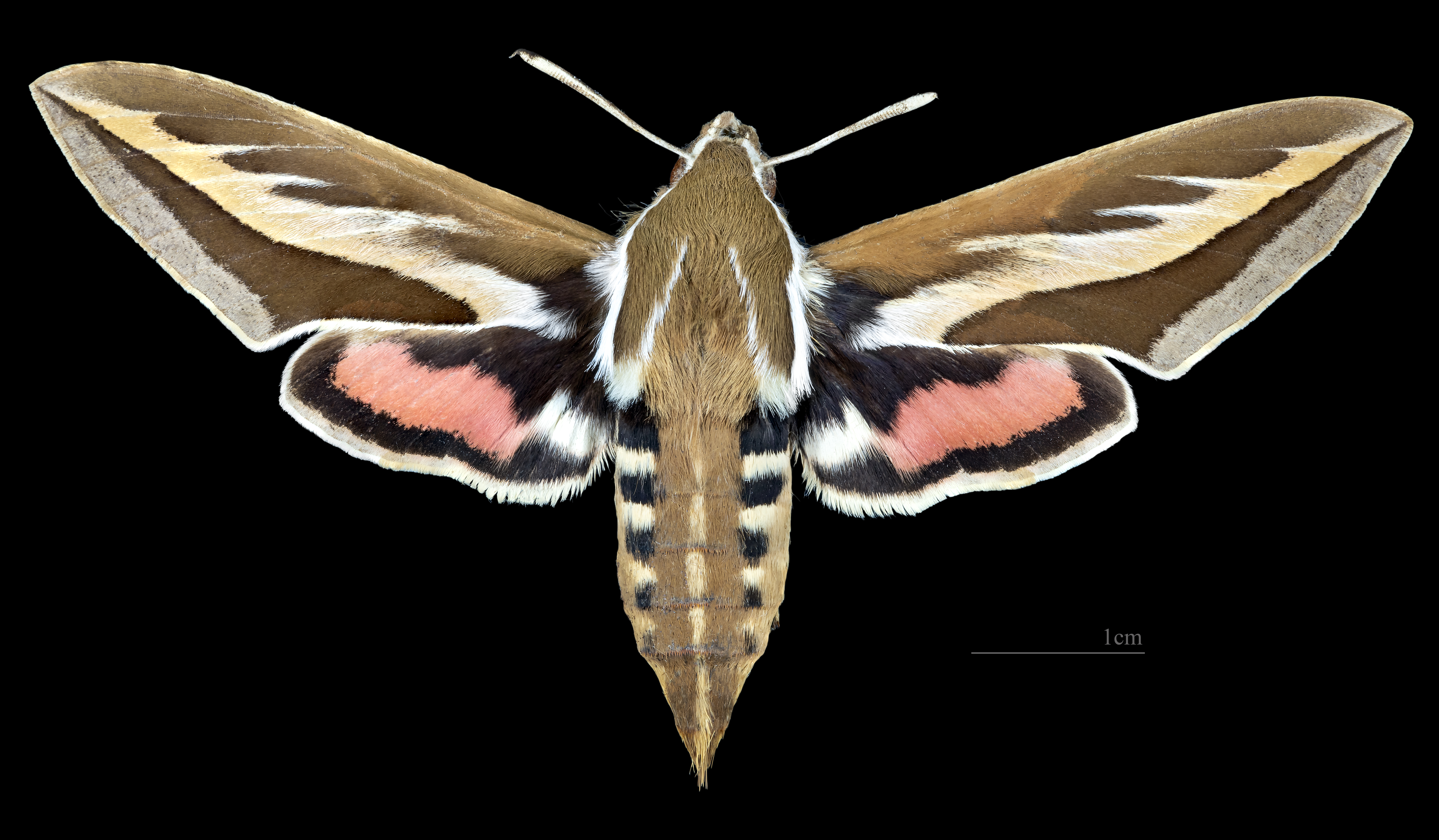
Anverso de la hembra (coll.mhNT)
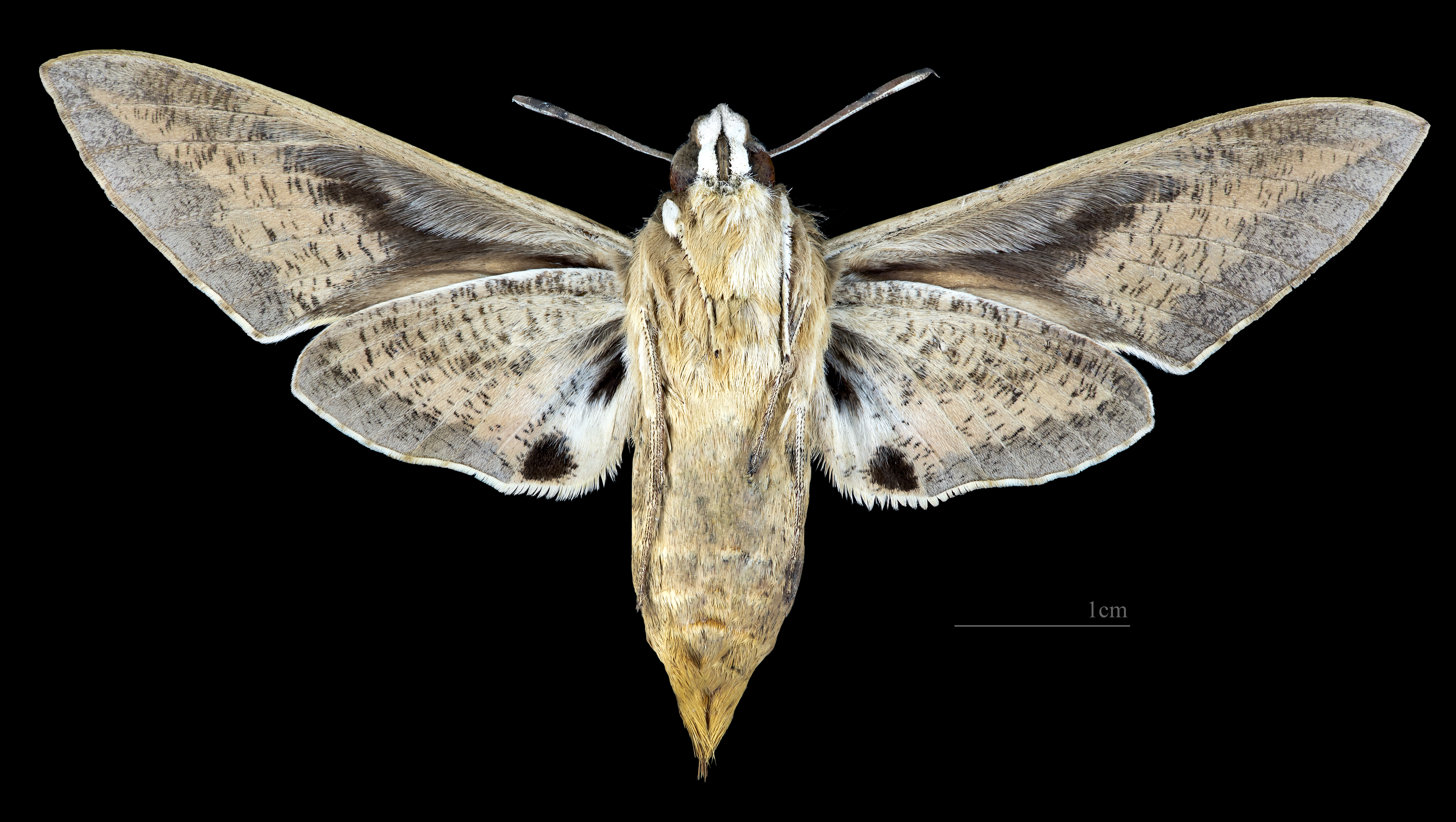
Dorso de la hembra (coll.mhNT)

## Biología
Los adultos vuelan en marzo, julio, septiembre y noviembre, pero son probablemente activos todo el año.
Las orugas se alimentan de especies de Fabaceae, Nyctaginaceae, Onagraceae, Polygonaceae, Portulacaceae, Solanaceae y eventualmente de Euphorbiaceae.

## Sistemática
La especie Hyles euphorbiarum fue descrita por los entomólogos franceses Félix Édouard Guérin-Méneville y Achille Rémy Percheron en 1835, bajo el nombre inicial de Sphinx euphorbiarum.

### Sinonimia
- Sphinx euphorbiarum Guérin-Méneville & Percheron, 1835 Basónimo
- Deilephila celeno Boisduval, 1875
- Deilephila spinifascia Butler, 1881